# Bruce Sharp
Bruce McLeod Sharp (* 24. März 1931; † 12. Januar 2023) war ein australischer Turner.

## Leben
Bruce Sharp nahm an den Olympischen Spielen 1956 in Melbourne in allen Turndisziplinen teil. Sein bestes Resultat erzielte er mit Rang 28 im Sprung-Wettkampf.